# Divoká Čína
Divoká Čína (v anglickém originále Wild China) je šestidílný dokumentární cyklus televize BBC z roku 2008. Sleduje divočinu Číny, od jihu až na sever. Seriál patří do série BBC Wild (Divoká Afrika, Divoká Evropa…). Premiéru měl 11. června 2008 na televizní stanici BBC Two.